# Боровка (Удришская волость)
Бо́ровка (латыш. Borovka) — населённый пункт в Краславском крае Латвии. Входит в состав Удришской волости. Находится на автодороге A6. Расстояние до города Краслава составляет около 12 км.
По данным на 2015 год, в населённом пункте проживало 103 человека. Есть католическая церковь 1811 года постройки, фельдшерский и акушерский пункт.

## История
В советское время населённый пункт входил в состав Удришского сельсовета Краславского района